# Thomas Kyd
Thomas Kyd ([tɔ́məs kɪ́d], 1558–1594) angol drámaíró és fordító, I. Erzsébet korában nagyban hozzájárult a dráma fejlődéséhez Shakespeare és Christopher Marlowe kortársaként. A születése pontos dátuma azóta is ismeretlen, viszont 1558. november 6-án keresztelték meg a londoni Mary Woolnoth-templomban, majd 1594-ben hunyt el. Szülei Francis Kyd és Anna Kyd voltak.

## Élete
Thomas Kyd 1565-ben kezdte meg tanulmányait a Merchant Taylor’s School-ban, amelynek Richard Mulcaster volt az igazgatója. A fordítói karrierje megalapozása végett ebben az iskolában latinul, franciául és olaszul tanult. Szintén elősegítette az írói pályafutását, hogy az iskolai tantervben szerepelt a latin és angol nyelvű színdarabok előadása. Nagy valószínűséggel adott elő Erzsébet királynőnek és fizető közönségnek is 1574-ben a Merchant Taylors’ Hall-ban. A művei erősen katolikus jelleget viselnek, ami megindokolhatja, hogy tanulmányait nem az Oxford vagy Cambridge egyetemek egyikén folytatta, viszont erre igen csekély kézzelfogható bizonyíték van. Kyd feltételezhetően 1583 és 1585 között a Queen’s Men drámaírója volt Thomas Dekker A Knight’s Conjuring 1607-ben kiadott röpirata szerint. Felfedezhetőek hasonlóságok Kyd és Shakespeare életében, ugyanis Kyd életét nem lehet részletesen felvázolni, mivel vannak benne olyan periódusok, amikről nem tudunk semmit, különösképpen az élete középső szakaszáról. Kiemelendő például az idő, ami az iskola és a színhát között eltelt, amikor is feltételezhető, hogy apja nyomdokaiba lépett és írnokként dolgozott. Kyd és Shakespeare életének legvégét viszont semmiképp sem lehet összehasonlítani, Kyd 36 évesen elhunyt, ami meggátolta őt a drámai tehetségének kiteljesedésében. 1593. május 12-én börtönbe került, a halála előtt nagyjából egy évvel helyezték szabadlábra. Marlowe és Kyd egy pár nap különbséggel lettek letartóztatva, és szokatlan módon mindkettő író letartóztatásának és a börtönbe helyezésének körülményei részletesen feljegyzésre kerültek, viszont a letartóztatásuk pontos oka ismeretlen. Kyd bebörtönzésének feltehetőleges oka egy eretneki kézirat birtoklása volt, amelyben Krisztus istenségét tagadta. Thomas Kyd temetésére 1594. augusztus 15-én került sor a Londonban található St. Mary Colechurch-ben. A nyughelye megsemmisült az 1666-os Nagy londoni tűzvészben.

## Művei
- Spanyol Tragédia (1587)
- Cornelia (fordítás, 1594)
- Soliman és Perseda (1587 előtt)

## Problémák a műveivel kapcsolatban
A mai napig vitatott kérdés a szakértők körében, hogy pontosan hány művet tudhatunk Thomas Kyd saját munkájának. A legismertebb, biztosan a nevéhez kapcsolódó mű a Spanyol Tragédia, amelynek pontos keletkezési dátumában a tudósok sem biztosak, de valószínűleg az 1580-as évek végére datálható, feltehetőleg 1587-ben írhatta Kyd. Egyetlen hivatalos forrás igazolja, hogy ez a mű valóban Kyd írása. Kortársa, Thomas Heywood 1612-ben Thomas Kyd-nek tulajdonította a Spanyol Tragédiát, mivel kézzelfogható kapcsolatok igazolják Kyd egyetlen hivatalosan is saját tulajdonú művéhez, a Cornelia fordításához. Az eredeti Cornelia Robert Garnier műve, ez 1574-ben jelent meg, Kyd fordítása viszont 1594-ben került publikációra. Olyan teória is felmerült a tudósok körében, hogy a Spanyol Tragédiát két író, Thomas Kyd és Thomas Watson, közösen alkotta. Nincsen pontos válasz arra, hogy Kyd milyen egyéb műveket írhatott. Nagy valószínűséggel a Soliman és Perseda című dráma is az ő tolla alól került ki, viszont ez anonim módon került publikálásra, így erről nincs egyértelmű bizonyíték. Habár a Soliman és Perseda sokkal kiegyensúlyozottabb írásmódot követ, a kifejezésmódja nagyban megegyezik a Spanyol Tragédiáéval, amiből arra lehet következtetni, hogy a két művet azonos író hozta létre. Mindkét műben a Szeretet, Halál és a Szerencse játsszák a színdarab kórusát, ők figyelik és kommentálják az eseményeket. Szintén felmerült a kérdés, hogy Kyd írta-e a Hamlet korai verzióját, ami ugyancsak megválaszolatlan maradt. Thomas Kyd-re több bizonyíték is utal a darab írása kapcsán, mint bármely más íróra.
Thomas Kyd műveinek és azok írási idejének pontos meghatározása több szempontból is problémás. Egyrészt a tulajdonjog kérdése még a mai napig is vitatott számos mű kapcsán. Jó néhány műről csak feltételezni lehet, hogy azokat Kyd saját maga írta. Másrészt a – feltételezhetően saját – művei kronológiájának meghatározása is felvet problémákat. Ha meg szeretnénk határozni, hogy Kyd drámái valóban Shakespeare, Marlowe és Robert Greene munkásságát megelőzően vagy azokkal egyidőben íródtak, fontos az Erzsébet-korabeli drámák jellemzőit is szemügyre venni. Ezt a kérdést még komplikáltabbá teszi a tény is, hogy Kyd a halála előtt egy kevés idővel már felhagyott a drámaírással. A kortársaival való kapcsolata sem volt felhőtlen, ugyanis egy Sir John Puckering-nek írt levelében Kyd lenéző hangnemben ír a vele egyidőben élő drámaírókról, különösképpen Marlowe-ról. Az is kiderül Kyd egyik leveléből, hogy a Marlowe-val való baráti kapcsolatuk 1591-ben kezdődött, azonban ez a közeli ismeretség nem tartott egy évnél tovább, minden bizonnyal rövidtávú volt. Mint drámaíró, Kyd egyértelműen korábban tevékenykedett, mint az előbb említett kortársai. Ezt igazolja, hogy Kyd és Marlowe egy irodalmi társaság részére írtak, ahonnan Kyd később, 1587 őszén, huszonkilenc évesen kilépett. Ezzel a dátummal pont egybevág az, hogy Marlowe épp ebben az időben kezdte meg karrierjét ennél a társaságnál, szintén 1587 őszén. Mivel Kyd 1587 után már nem írt színpadra szánt drámákat, így könnyebb őket datálni. Az egyetlen színdarab ami bizonyíthatóan Kyd műve, a Spanyol Tragédia, 1587-re helyezhető. Ennek a műnek az első részét nagy valószínűséggel Kyd már korábban megírta. A Soliman és Perseda, amennyiben ez valóban Kyd műve, mindenképp 1587 ősze előtt íródott, ugyanis a drámában rejtetten szerepel a Spanyol Armada, a mű egyértelműen magasztalja a spanyol lovagokat és a nemzeti bátorságukat. A művei kronológiájának kapcsán annyiban biztosak lehetünk, hogy Kyd hamarabb felhagyott a drámák írásával, mint hogy Marlowe, Greene és Shakespeare elkezdték volna írói karrierjüket.
A korai műveiből nem maradt fenn semmi.
Marlowe-val közösen formálták az angol dráma egyedi, könnyen formálható rímtelen versét, amit a későbbiekben Shakespeare előszeretettel használt saját műveiben.

## Spanyol Tragédia
A Spanyol Tragédia az egyik legfontosabb mű az angol dráma fejlődését tekintve. Az Erzsébet-kori drámák ugyan hirtelen keletkeztek, de emiatt két írót lehet kiemelni a műfaj keletkezésének elősegítésében, Christopher Marlowe-ot és Thomas Kyd-öt. Kyd ebben a művében, annak ellenére, hogy ő nem titulálható nagy tekintélyű írónak, valami igazán újat tudott alkotni, amivel később a műfaj jövőjét formálta. Egészen 1766-ig anonim szerzővel volt nyomtatva a mű, viszont ez az egyetlen mű, ami teljes mértékben igazolható, hogy Kyd saját munkája. A későbbi, szerzőt is tartalmazó publikációk Richard Farmer és Thomas Hawking nevéhez fűződnek.

## Magyarul
- Spanyol tragédia; ford: Szabó Magda, jegyz. Ungvári Tamás; inː Angol reneszánsz drámák. Shakespeare kortársai, 1-3.; vál., szerk., bev. Szenczi Miklós; Európa, Bp., 1961 (A világirodalom klasszikusai)
- Spanyol tragédia; ford. Szabó Stein Imre; Ulpius-ház, Bp., 2006